# Широков Андрій Вікторович
Андрі́й Ві́кторович Широ́ков (12 квітня 1970, Донецька область, Українська РСР — 18 грудня 2016, с. Калинівка, Бахмутський район, Донецька область, Україна) — український військовик, солдат Збройних сил України, учасник війни на сході України.

## Життєпис
Народився 12 квітня 1970 року у місті Димитров Донецької області. Родина переїхала до міста Дніпро (Дніпропетровськ), де Андрій отримав освіту і працював.
З початком агресії на сході України, Андрій Широков звернувся до Новокадацького військомату м. Дніпро з намірами іти боронити нашу державу. Але, його не взяли, оскільки не знайшли в базі даних, де він проходив військову службу і яку спеціальність та звання має (за часів СРСР Андрій Широков проходив строкову службу в Німеччині, підрозділ - розвідка). Потім, Андрій звернувся до Дніпро-1. Але також отримав відмову. Думка про те, що Україна потребує його не давали йому спокою і він вступив до лав Добровольчого Українського Корпусу «Правий Сектор».
Пройшов підготовку на базі «Десна». Отримав псевдо – Сім’янин (оскільки мав на той час родину та 6 дітей). По закінченню військової підготовки, Андрій був направлений у с. Піски і в складі 1 окремої штурмової роти 5 батальйону ДУК ПС зайшов у Донецький аеропорт у жовтні 2014 року, під командуванням Подолянина. Вдруге в Донецький аеропорт Андрій зайшов у листопаді 2014 року, був поранений, тому, на початку зими 2014 року повернувся додому на лікування. Навесні 2015 року він знов повернувся до побратимів.
Влітку 2015 року Андрій Широков був поранений вдруге. Група вийшла на огляд позицій і натрапили на міну. Гелікоптером він був доставлений до лікарні ім. Мечникова м. Дніпро. Але, не дочекавшись повного одужання повернувся до побратимів на позиції в шахту Бутівка.
Влітку 2016 року частина 1 окремої штурмової роти ДУК ПС Вовки Подолянина ввійшла до складу 54-ї окремої механізованої бригади Збройних Сил України. Все літо та осінь вони облаштовували позиці: Голка, Бутон, Олені які вважаються «нульовкою» на Світлодарській дузі.
Загинув у бою на Світлодарській дузі (Донецька область), відбиваючи атаки проросійських терористів. Разом з Андрієм загинули солдати Андрій Байбуз, Дмитро Клименко, Василь Панасенко, Роман Радівілов, Сергій Степаненко, молодший сержант Володимир Андрешків та лейтенант Микита Яровий.
По смерті залишились дружина та шестеро дітей (дві доньки, двоє усиновлених синів і двоє рідних синів).
Похований у с. Ясне, Синельниківський район, Дніпропетровська область.

## Вшанування пам'яті
- 11 квітня 2018 року в місті Дніпро, на фасаді будівлі залізничного технікуму, який закінчив Андрій Широков, було встановлено меморіальну дошку на його честь[1].
- Вшановується в меморіальному комплексі «Зала пам'яті», в щоденному ранковому церемоніалі 18 грудня[2][3].

## Нагороди
- Указом Президента України № 580/2016 від 29 грудня 2016 року «за особисту мужність, самовідданість і високий професіоналізм, виявлені у захисті державного суверенітету та територіальної цілісності України, вірність військовій присязі» нагороджений орденом «За мужність» III ступеня (посмертно)[4].
- Нагороджений нагрудним знаком «За оборону Донецького аеропорту».
- Нагороджений відзнакою ДУК ПС «Бойовий Хрест Корпусу» (посмертно)[5].
- Указом № 31 від 4 грудня 2019 року нагороджений відзнакою «Народний Герой України» (посмертно).